# Squannit (Mond)
Squannit (offiziell (66391) Moshup I Squannit, provisorische Bezeichnung S/2001 (66391) 1, früher manchmal auch als 1999 KW4 Beta bezeichnet) ist ein Mond des Hauptgürtel-Asteroiden (66391) Moshup. Sein geschätzter Durchmesser beträgt etwa 450 Meter. Der Mond ist mitsamt seinem Mutterasteroiden das der Sonne am nächsten liegende Doppelsystem.

## Entdeckung und Benennung
Die Entdeckung von Squannit wurde von einem tschechischen Astronomenteam unter Petr Pravec and Lenka Kotková (-Šarounová) von der Sternwarte Ondřejov durch photometrische Beobachtungen am 19. Juni 2000 nahegelegt, was später durch Radarbeobachtungen des Arecibo-Observatoriums von einem Team unter Steven J. Ostro bis zur offiziellen Entdeckung am 21. Mai 2001 bestätigt wurde.
Die Entdeckung wurde von der Internationalen Astronomischen Union (IAU) zwei Tage später am 23. Mai 2001 bekanntgegeben, der Mond erhielt die vorläufige Bezeichnung S/2001 (66391) 1. Am 27. August 2019 gab das Minor Planet Center bekannt, dass er in Analogie zum Mutterasteroiden den Namen Squannit erhalten hat, nach der Gemahlin von Moshup, die eine Medizinfrau des Volkes der Makiawisug (kleine Menschen) war.

## Bahneigenschaften
Squannit umläuft das gemeinsame Baryzentrum auf einer retrograden, fast kreisförmigen Umlaufbahn in einem mittleren Abstand von 2,548 km Abstand zum Planetoiden, das entspricht 3,9 Moshup-Radien bzw. 11,3 Squannit-Radien. Für einen Umlauf benötigt der Mond 17 Stunden 25,2 Minuten, was rund 259 Umläufen in einem Moshup-Jahr entspricht. Die Bahnexzentrizität beträgt 0,0004, die Bahn ist 156,1° gegenüber dem Äquator von Moshup geneigt. Damit bewegt sich der Mond weit innerhalb von Moshups Hill-Sphäre von 22 km.
In diesem Binärsystem dauert ein Monat dementsprechend 6,3 Moshup-Tage.

## Physikalische Eigenschaften

### Größe und Aufbau

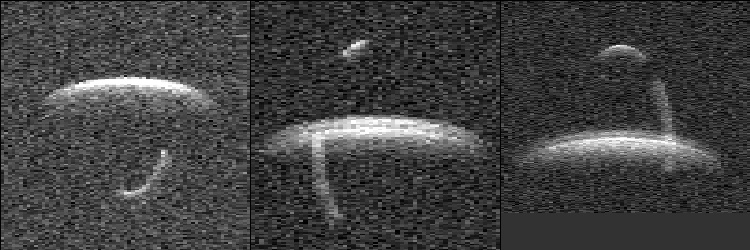
(66391) Moshup und Squannit.

Moshup und Squannit basierend auf Radarbeobachtungen.

Die bisherigen Beobachtungen weisen auf einen unregelmäßig geformten, länglichen Körper hin; die genaueste Durchmesserbestimmung (Geometrisches Mittel) liegt bei 451 ± 27 Meter. Hinsichtlich der genauen Dimensionen liegt der genauste Wert bei 0,571 × 0,463 × 0,349 m. Die Entdeckung des Mondes hatte keinen nennenswerten Einfluss auf die Größenbestimmung des Mutterasteroiden, dieser weist aktuellen Schätzungen nach eine Größe von etwa 1,3 km auf. Squannit besitzt damit etwa ein Drittel des Durchmessers von Moshup, wodurch ihre Dichte mit 2,8 g/cm3 daher wesentlich höher als bei Moshup angenommen wird, welcher vermutlich ein sogenannter Rubble Pile ist. Dementsprechend müsste Squannit kompakter als der Mutterasteroid sein. Es wird angenommen, dass beide Körper durch eine Kollision eines Protoasteroiden mit einem anderen Asteroiden entstanden sind. Die Unterschiede der Zusammensetzung könnte auf das Phänomen der Libration zurückzuführen sein.
Ausgehend von dem mittleren Durchmesser von 451 Meter ergibt sich eine Oberfläche von etwa 0,64 km2. Squannit ist 2,5 Magnituden lichtschwächer als Moshup.

### Rotation
Squannit rotiert gebunden in 17 Stunden und 25,2 Minuten einmal um seine Achse, wobei die Längsachse auf Moshup ausgerichtet ist. Daraus ergibt sich, dass der Asteroid in einem Moshup-Jahr rund 259 Eigendrehungen vollführt.